# Шигенобу Окума
Шигенобу Окума (на японски: 重信大隈) е японски политик и министър-председател на Япония в 8-ото и 17-о правителство. Един от най-популярните държавници в историята на Япония, той е и сред първите адвокати на западната наука и култура в островната страна, както и основател на университета „Васеда“.

## Ранни години
Шигенобу Окума е роден на 16 февруари 1838 г. в град Хидзен, княжество Сага на остров Кюшю, в семейството на самурай. На шестгодишна възраст постъпва в официалното училище на Сага – „Кодокан“, където се изучава неоконфуцианство. На 16-годишна възраст Окума се присъединява към движението срещу шогуната Токугава (Сонно джьои) и за прогонване на чуждите търговци от Япония. За тази си дейност в 1855 г. той е изключен от училище и се записва в „Рангакурьо“, където изучава холандски език и литература. В 1863 г., след стълкновенията между войските на княжество Чошу с европейски кораби, Окума се опитва да убеди владетеля на Сага да подкрепи Чошу и апелира за национално единство за постигане целите на сонно джьои. Князът обаче отказва. Тогава Окума създава собствено училище в Нагасаки, чиято цел е подготовката на студенти по западни програми. Самият Шигенобу също изучава английски език и математика под ръководството на холандския мисионер Гуидо Фербак.

## Административна кариера (1866 – 1881)
През 1866 г. Окума и сподвижникът му Соеджима Танемочи заминават за Киото, за да се включат непосредствено в борбата за възстановяване на императорската власт. Той взема участие в събитията от 1867 – 1868 г. и след утвърждаването на властта на император Мейджи получава поста на съветник (санъйо) в Министерството на външните работи, а впоследствие става и зам.-министър на това ведомство. Окума участва в преговорите с представители на европейски държави във връзка с пребиваването на християнската мисия в Нагасаки. През 1869 г. е назначен за зам.-министър на финансите. Докато заема този пост, участва в разработването на мерки за стабилизация финансовото положение на страната и реализацията на проекти по създаването на железопътна мрежа и телеграфни съобщения. В 1874 г., когато японски войски са изпратени в Тайван, Окума оглавява специално създаденото Министерство по тайванските дела. В 1877 г. той участва в потушаването на самурайското въстание на остров Кюшю. По това време Окума взема на служба Ивасаки Ятаро, основателя на корпорацията „Мицубиши“, който доставя припаси за правителствените войски. От това време датира и близкото приятелство между Окума и бъдещия милионер Ивасаки. В 1878 г. Окума прибавя към постовете си и този на председател на Бюрото за преразглеждане на земеделското данъчно облагане. В 1881 г. в Япония набира сила т.нар. Движение за народни права, и Окума се изказва за незабавно свикване на народно събрание, оказвайки са по този начин в опозиция на останалите членове на правителството, което го принуждава да подаде оставка.

## Политическа кариера (1882 – 1896)
В 1882 г. Окума създава собствена Партия за конституционни реформи (Риккен кайшинто), която отстоява създаването на конституционно правителство по английски модел с постоянни политически партии. През същата година той основава в Токио и специализирано училище – „Токьо семмон гакко“, което в 1903 г. прераства в университета „Васеда“. В първия кабинет на Хиробуми Ито и в кабинета на Курода Окума заема креслото на министър на външните работи. На този пост той води преговори със западните държави за преразглеждане на неравноправните търговски договори. В 1888 – 1889 г., надявайки се да разедини западните страни, той предлага на САЩ по-благоприятен търговски договор, в който обаче някои неизгодни за Токио клаузи са скрити от обществеността. След откриването на парламентарната сесия опозицията постоянно използвала този въпрос, за да оказва натиск върху правителството, а самият Окума е критикуван за примиренческия подход по въпроса за договорите. В резултат, през 1889 г. членът на дясната организация „Общество на черния океан“ (Геньошя) Цуюки Курушима извършва бомбен атентат срещу Окума, министърът загубва десния си крак и е принуден да се оттегли от поста. Същата година обаче е назначен за съветник в Тайния съвет при императора.

## Първо правителство на Окума (1898)
В 1896 г. Окума създава нова Прогресивна партия (Шимпото), изказва се активно в подкрепа на премиера Мацукаи, и получава отново поста на външен министър, а в 1897 г. и министър на селското стопанство и търговията. Съединявайки в 1898 г. партията си с тази на Тайсуке Итагаки, Окума образува нова Конституционна партия (Кансейто), която скоро получава абсолютно мнозинство в парламента и на 30 юни 1898 г. той е избран за министър-председател и министър на външните работи на първия „партиен“ кабинет в историята на Япония. Това правителство остава на власт около 4 месеца (30 юни 1898 – 8 ноември 1898 г.) и пада в резултат на „вътрешни разногласия“. На 27 октомври 1898 г., също за първи път в японската конституционна история, премиер подава оставка по искане на императора, а на лидерите на опозицията е предложено да сформират новото правителство.

## Дейност между правителствата (1898 – 1914)
След изборите Конституционната партия се разпада, а в 1900 г. Окума оглавява бившите прогресисти, които сега действат под името Партия на истинската конституционна политика (Кенсейхонто). След оставката Окума се оттегля от активната политика и се посвещава на литературни и образователни занимания. В 1907 г. става ректор на университета „Васеда“ и основава т.нар. Културна асоциация (Буммей кьокай), проявявайки интерес дори към изследването на Южния полюс. В 1911 г. започва да издава списание „Нова Япония“ (Шин Нихон), чете лекции, пише много, приема чуждестранни делегации. През 1912 г. Окума отново се включва в активната политика, възобновявайки борбата срещу кликите на старите кланове от Чошу и Сацума във връзка с активизацията на Движението за защита на конституцията (Кенсей його ундо) в октомври 1912 г.

## Второ правителство на Окума (1914 – 1916)
На 16 април 1914 г., опирайки се на подкрепата на парламентарната партия Общество на единомишлениците (Риккен дошикай) и групата на Одзаки Юкио, по препоръка на генро, е назначен втория кабинет на Окума, чиято основна цел била да смекчи недоволството на японското общество от произвола и корупцията на предишните правителства, оглавявани от военните. Скоро след началото на Първата световна война, правителството на Окума нарежда да бъдат окупирани немските владения в Източна Азия – Шандун (Китай), Каролинските, Марианските и Маршаловите острови. На 18 януари 1915 г. то отправя прочутите „21 искания“ към Китай, които предизвикват широко недоволство на китайското общество срещу политиката на Токио. На 3 юли 1915 г. е подписано руско-японско споразумение, закрепящо монополното положение на Япония в Южна Манджурия и част от Монголия. На 9 октомври 1916 г. кабинетът излиза в оставка.
В последните години от живота си Окума се оттегля напълно от политиката и умира на 10 януари 1922 г. Погребан е с държавни почести в храма „Гококуджи“, а на траурната церемония в токийския парк „Хибия“ присъстват около 300 000 души.

## Идейни и политически възгледи
Шигенобу Окума е сред първите идеолози на японския национализъм. Отнасяйки се с недоверие към всички религии, той се обявява за създаването на морална система, в която централно място да заема лоялността към императора и нацията, но е привърженик на конституционната монархия от британски тип, за която вярва, че е най-добрата форма за управление. Освен това Окума е и теоретик на индустриализацията на Япония по западен буржоазен образец. В книгата си „История на 50-те години след отварянето на страната“ той акцентира върху „способността на японците да възприемат и усвояват добре цивилизацията“ и това че „в националния характер на японците е да са възприемчиви към заимстване“. През 30-те години на ХХ в. тази негова идея става основна във философското осмисляне на феномена на бързото индустриално развитие на Япония през епохата Мейджи. Тезата за уникалната възприемчивост на японската нация към нововъведения и по силата на това за духовното превъзходство на Япония над другите азиатски страни се превръща в ядрото, около което градят философските си системи едни от най-значимите японски мислители от този период като Китаро Нишида и Кийоши Мики. Тезата е широко използвана и във външнополитически план при оправдаване на японския експанзионизъм. През 1967 г. премиерът Шигеру Йошида възражда идеите на Окума призовавайки за „активно усвояване на западната култура и идеи от японския народ“ в качеството им на първостепенен фактор за „превръщането на Япония в съвременна държава“.